# نوراشنیک
نوراشِنیک (به ارمنی: Նորաշենիկ) روستای بزرگی است در استان سیونیک ارمنستان.